# 巴比倫戰爭
巴比倫戰爭發生於前311年–前309年，為繼業者之間的安提柯和塞琉古因爭奪巴比倫和附近地區，所爆發的一場戰爭，最後戰爭以塞琉古奪回巴比倫尼亞，並且獲得帝國大部分的東部領土作收。這場戰爭的結果讓重建亞歷山大帝國可能性大為降低，而之後的伊普蘇斯戰役的結果注定帝國崩解。

## 前言
在亞歷山大大帝於前323年逝世，他所建立的帝國逐漸分崩離析。之後，在第一次繼業者之戰中維護帝國統一的軍官們遭到擊敗，而在第二次繼業者之戰結束後，掌控安納托利亞和敘利亞的安提柯消滅了歐邁尼斯勢力，更謀殺了米底總督培松，安提柯無可質疑地控制著帝國在亞洲的領土。前315年，巴比倫尼亞的總督塞琉古擔心安提柯會對自己不利，倉皇逃到埃及投奔托勒密，安提柯隨即任命印度健馱邏總督培松為新任巴比倫尼亞總督。
因為安提柯勢力大為擴張，這使得其他繼業者們開始防備安提柯並站在同一陣線上。前314年，托勒密、利西馬科斯及卡山德聯合起來，並向安提柯要求恢復塞琉古在巴比倫尼亞的領地，並割讓土地給其他繼業者。安提柯對於這份最後通牒不予理會，爆發第三次繼業者之戰。托勒密開始派軍侵略安提柯在敘利亞的領地，由托勒密和塞琉古指揮的軍隊在加薩戰役成功擊敗安提柯之子德米特里，新任巴比倫尼亞總督培松也在這場戰役中陣亡。考慮到巴比倫尼亞局勢因為培松陣亡而可能陷入混亂，塞琉古帶著托勒密給予的800名步兵、200名騎兵以及50名一起逃離巴比倫的屬下，企圖回到巴比倫收復他的領地，並認為當地的民心是傾向自己這邊的。

## 戰事

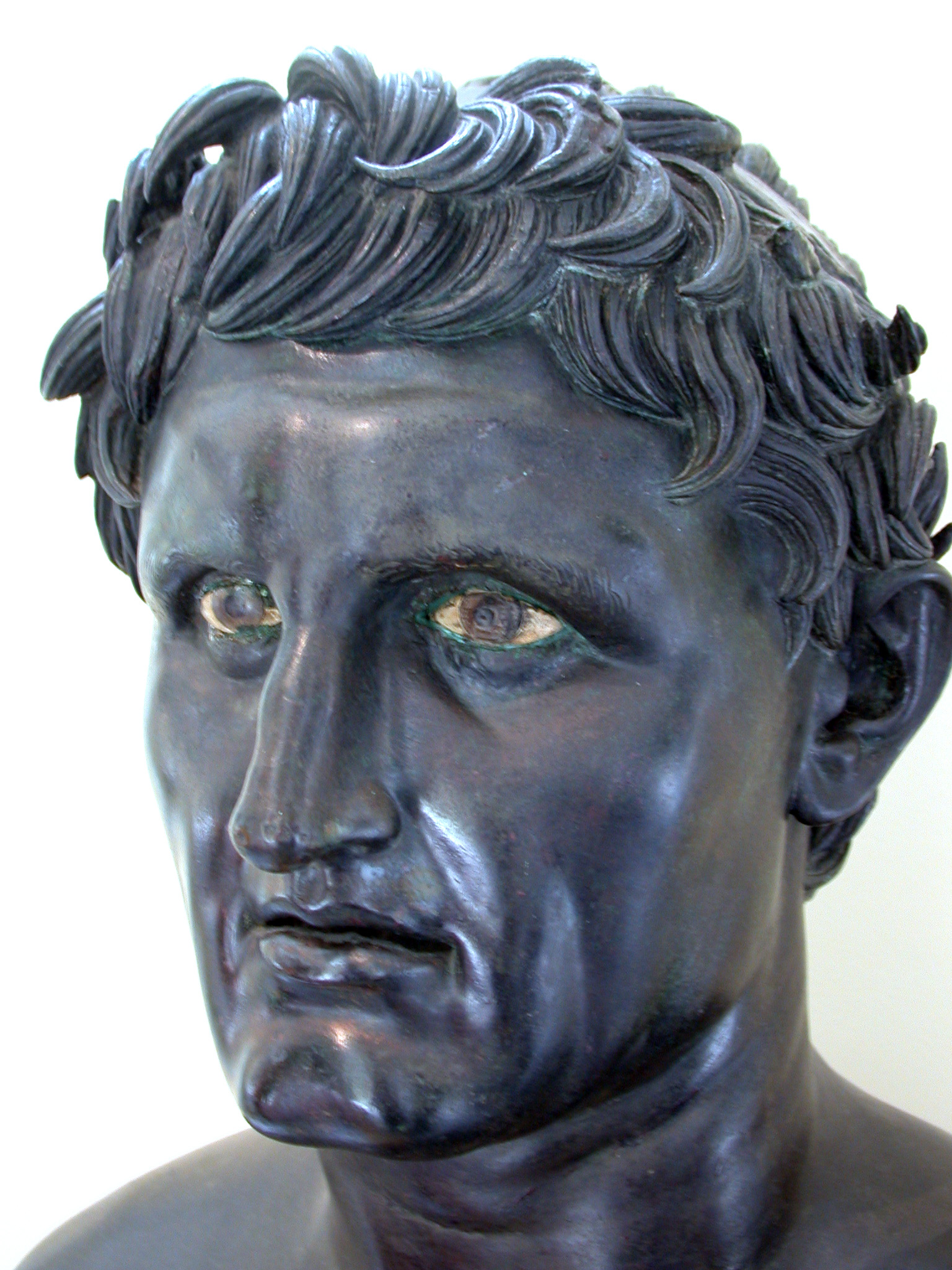
塞琉古的塑像（古羅馬的仿製品）

塞琉古先抵達卡萊，在那裏收編一部分的馬其頓駐軍後繼續朝巴比倫進軍，塞琉古並在前311年5月下旬左右抵達巴比倫，城內的居民紛紛前來迎接並表示願意效忠於他，連一部分守軍也加入塞琉古的軍隊。然而還有一部分的守軍依舊效忠安提柯，並退守到內城要塞據守，對此塞琉古在幼發拉底河上游建造一個人工水壩，在當年八月時掘開水提，引發洪水來沖毀要塞的城牆，攻陷這座要塞。
安提柯的米底總督尼卡諾爾和阿利亞總督厄瓦戈拉斯（Euagoras）得知塞琉古奪下巴比倫，於同年的九月率領10,000名步兵、7,000名騎兵前來對付塞琉古。而此時塞琉古僅有3,000名步兵、400名騎兵，於是塞琉古決定暗渡底格里斯河，在河邊附近的沼澤地埋伏，當尼卡諾爾和厄瓦戈拉斯率軍駐紮附近且毫無防備之時，塞琉古趁機發動夜襲，尼卡諾爾和厄瓦戈拉斯軍頓時大亂。在夜襲中，厄瓦戈拉斯軍中的波斯裔士兵由於對安提柯種種行為不滿，紛紛倒戈加入塞琉古軍，在這種情況下尼卡諾爾帶著少許人馬逃離戰場，塞琉古獲得勝利。
接著，塞琉古在毫無阻礙下朝札格羅斯山脈進軍，接連占領米底首府埃克巴坦那和埃蘭首府蘇薩，掌控今日的伊拉克南部和大部分伊朗這塊地區。

### 巴比倫爭奪戰
此時安提柯成功抵擋住其他繼業者的攻勢，並且分別讓與托勒密和卡山德陷入苦戰。同年秋季，安提柯分別與其他繼業者簽訂和約，結束第三次繼業者之戰，但唯獨
塞琉古未能與安提柯停戰。安提柯派遣其子德米特里去收復東方的失土，當德米特里於同年冬季到達巴比倫，而這時塞琉古仍率軍在埃蘭作戰，德米特里很快就攻下巴比倫城內兩個要塞的其中一個，但德米特里之後被安提柯命令返回敘利亞 ，德米特里只得留下5,000名步兵和1,000名騎兵繼續圍攻另一個要塞。塞琉古回軍後，在巴比倫組織游擊戰進行騷擾，使安提柯軍未能占據全巴比倫城。
前310年秋季，安提柯親自率領大軍進入巴比倫支援,，並在這座大城內繼續與塞琉古軍打巷戰，這場城市爭奪戰持續將近一年之久，但安提柯仍無法占領全城，最後安提柯在前309年三月被逐出巴比倫城.。前309年夏季，安提柯開始對巴比倫鄰近地區進行懲罰性的掃蕩，而塞琉古依舊使用游擊戰術來對付安提柯，整個巴比倫城區和鄰近地區造成極大破壞，使當地的物價節節升高。
最後雙方在巴比倫西北方展開決戰，塞琉古命令士兵提前在半夜用早飯，趁著黎明之際攻擊尚未用餐且無防備的安提柯大軍，塞琉古因而獲得決定性勝利。之後，安提柯被迫撤回敘利亞，結束巴比倫戰爭。

## 戰後
戰後雙方可能有簽訂和約。塞琉古開始進軍東方直到印度河谷，在那裏與孔雀王朝旃陀羅笈多交戰，最後雙方簽訂和約，塞琉古承認旃陀羅笈多對旁遮普的統治，以換取500頭印度戰象。塞琉古在增加巴克特利亞等東部省份後，成為當代鼎足而立的繼業者之一，而安提貢努斯則必須繼續留在西方，應付來自托勒密和希臘其他勢力的威脅。在巴比倫戰爭結束後，重建亞歷山大帝國已經不太可能了，在第四次繼業者之戰的伊普蘇斯戰役後確認了這個事實。

## 考據
關於巴比倫戰爭的歷史紀錄主要來自古希臘歷史學家西西里的狄奧多羅斯所著的《歷史叢書》，其中描述塞琉古與其他總督和德米特里作戰經過，與大約的軍隊數量，然而卻遺漏與安提柯作戰的詳細過程，在安提柯這一部分主要由同時代的《巴比倫編年史》做補充，並提供這場戰爭時間表的大綱，隨著巴比倫編年史這份楔形文字泥板的解讀，將可以得知更多資訊。

### 古代文獻
- 西西里的狄奧多羅斯,《歷史叢書》
- 巴比倫編年史, 繼業者編年史 （页面存档备份，存于） (= ABC 10 = BCHP 3),

### 現代文獻
- T. Boiy, Between High and Low. A Chronology of the Early Hellenistic Period (2007).
- I. Finkel & R.J. van der Spek, Babylonian Chronicles of the Hellenistisc Period (= BCHP; forthcoming)
- A.K. Grayson, Assyrian and Babylonian Chronicles (= ABC; 1975, 1977)
- Pat Wheatley, "Antigonus Monophthalmus in Babylonia, 310-308 B.C." in: Journal of Near Eastern Studies 61 (2002), 39-47.
- Jona Lendering. .   [2009-11-20]. （原始内容存档于2016-11-10）.

- Rickard, J. .   [2009-11-20]. （原始内容存档于2020-07-08）.